# 霊巌寺 (江東区)
霊巌寺（れいがんじ）は、東京都江東区白河一丁目にある浄土宗の寺院。山号は道本山。院号は東海院。本尊は阿弥陀如来。

## 歴史
寛永元年（1624年）、雄誉霊巌上人の開山により、日本橋付近の芦原を埋め立てた霊巌島（現在の東京都中央区新川）に創建された。数年後に檀林が設置され、関東十八檀林の一つとなった。
明暦3年（1657年）、江戸の大半を焼失した明暦の大火により霊巌寺も延焼。境内や周辺で1万人近くの避難民が犠牲になったという。万治元年（1658年）に徳川幕府の火事対策を重視した都市改造計画の一環として、現在地に移転した。
霊巌寺には、11代将軍徳川家斉のもとで老中首座として寛政の改革を行った松平定信の墓をはじめ、今治藩主松平家や膳所藩主本多家など大名の墓が多く存在する。また、境内には江戸六地蔵の第5番が安置されている。
幕末江戸の7大火葬場（荼毘所）のひとつ、境内除地に火屋があり、火葬執行の責任者が置かれていた。

## 文化財
- 銅造地蔵菩薩坐像 - 東京都指定有形文化財（彫刻）[1]
享保2年（1717年）に造られた、江戸六地蔵の5番目。
- 松平定信の墓 - 国の史跡
陸奥白河藩の第3代藩主で、寛政の改革を行った松平定信の墓。霊巌寺周辺の地名である白河は、定信に由来する。

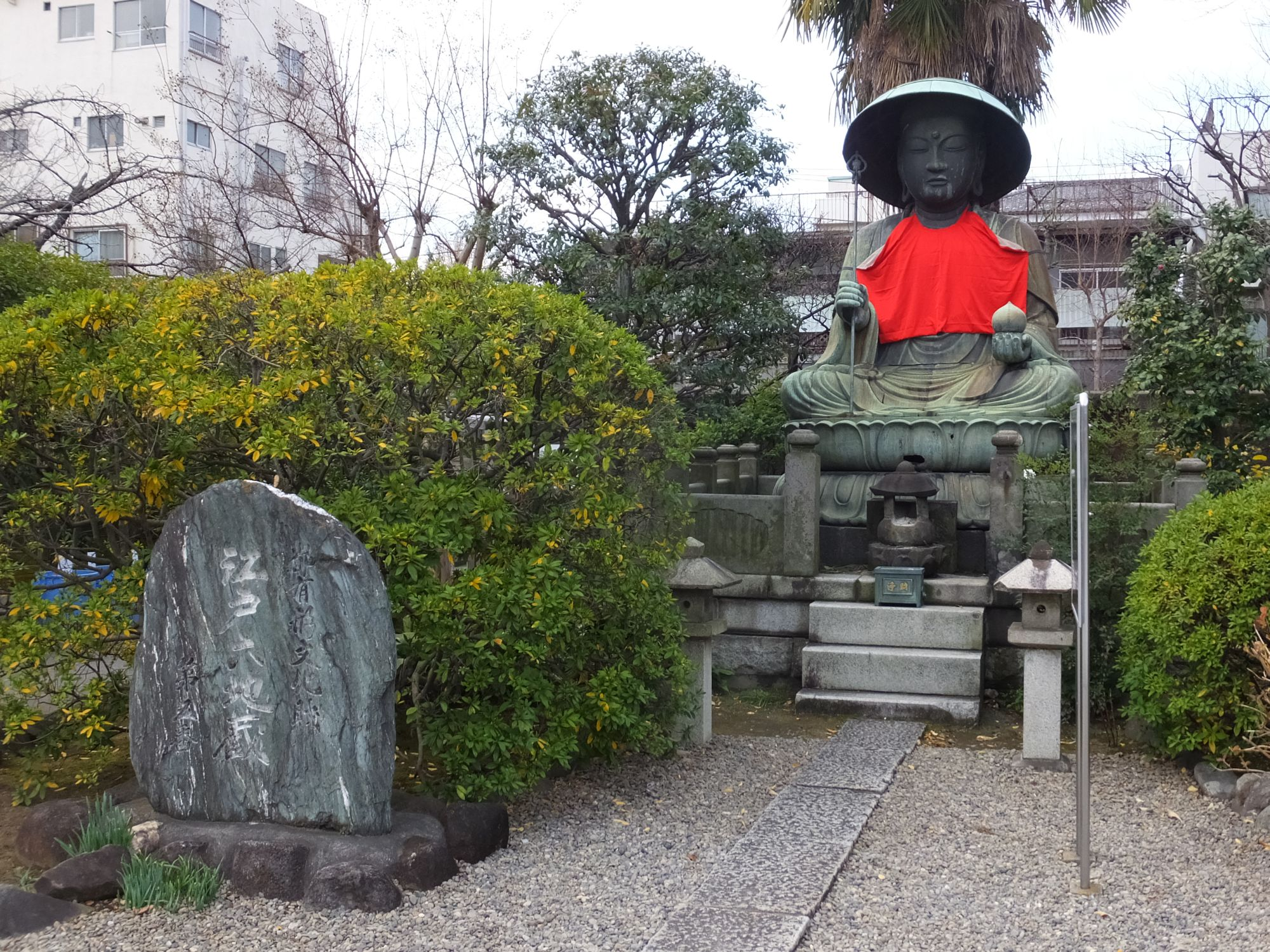
地蔵菩薩坐像
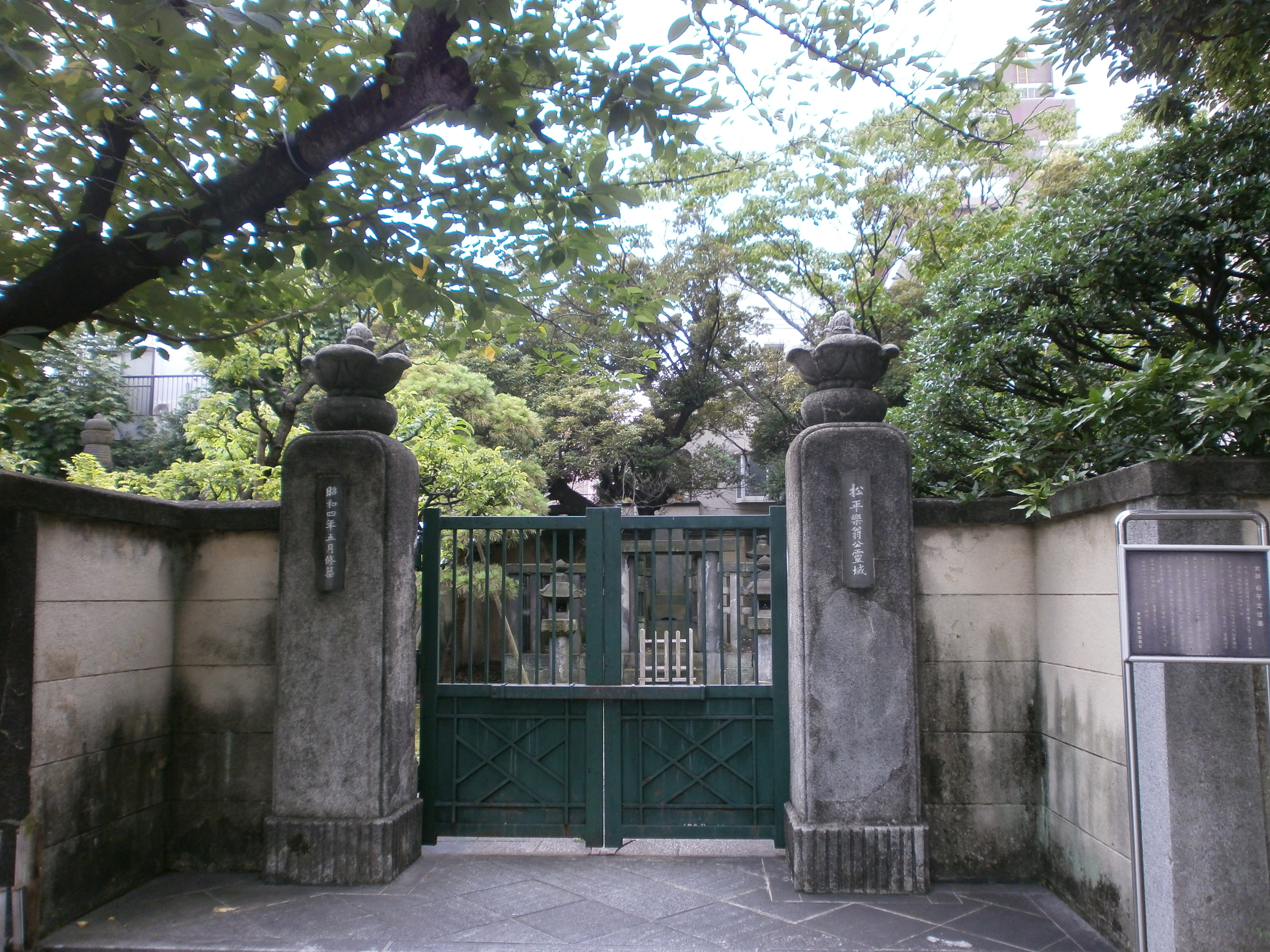
松平定信墓所

## 交通
- ○半蔵門線・○都営大江戸線 清澄白河駅より徒歩3分